# Capital One

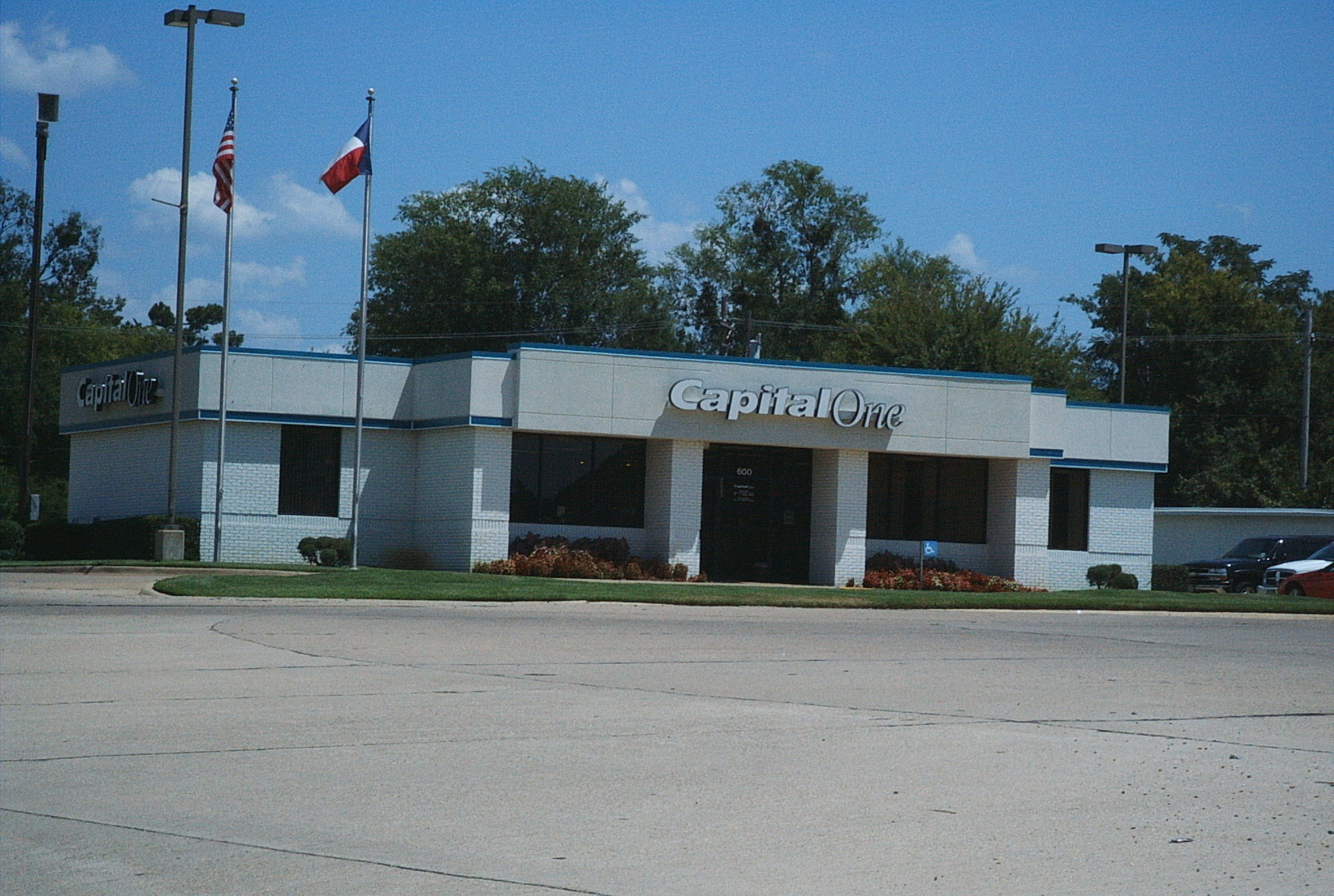
Capital One Bank в Уэйк-Виллидж, Техас

Capital One Financial Corporation — американская банковская холдинговая компания, специализирующаяся на кредитных картах и автокредитах; холдинг включает две основные структуры, Capital One Bank (USA) и Capital One и входит в десятку крупнейших банков США, сеть банка включает 755 отделений и 2000 банкоматов, помимо США он также ведёт бизнес в Канаде и Великобритании. Компания была пионером массового маркетинга кредитных карт в 1990-х годах, и занимает 5-е место в США по выпуску банковских карт, в том числе третье по выпуску Visa и MasterCard. Также занимает второе место в США по автокредитованию (после Ally Financial)

## История

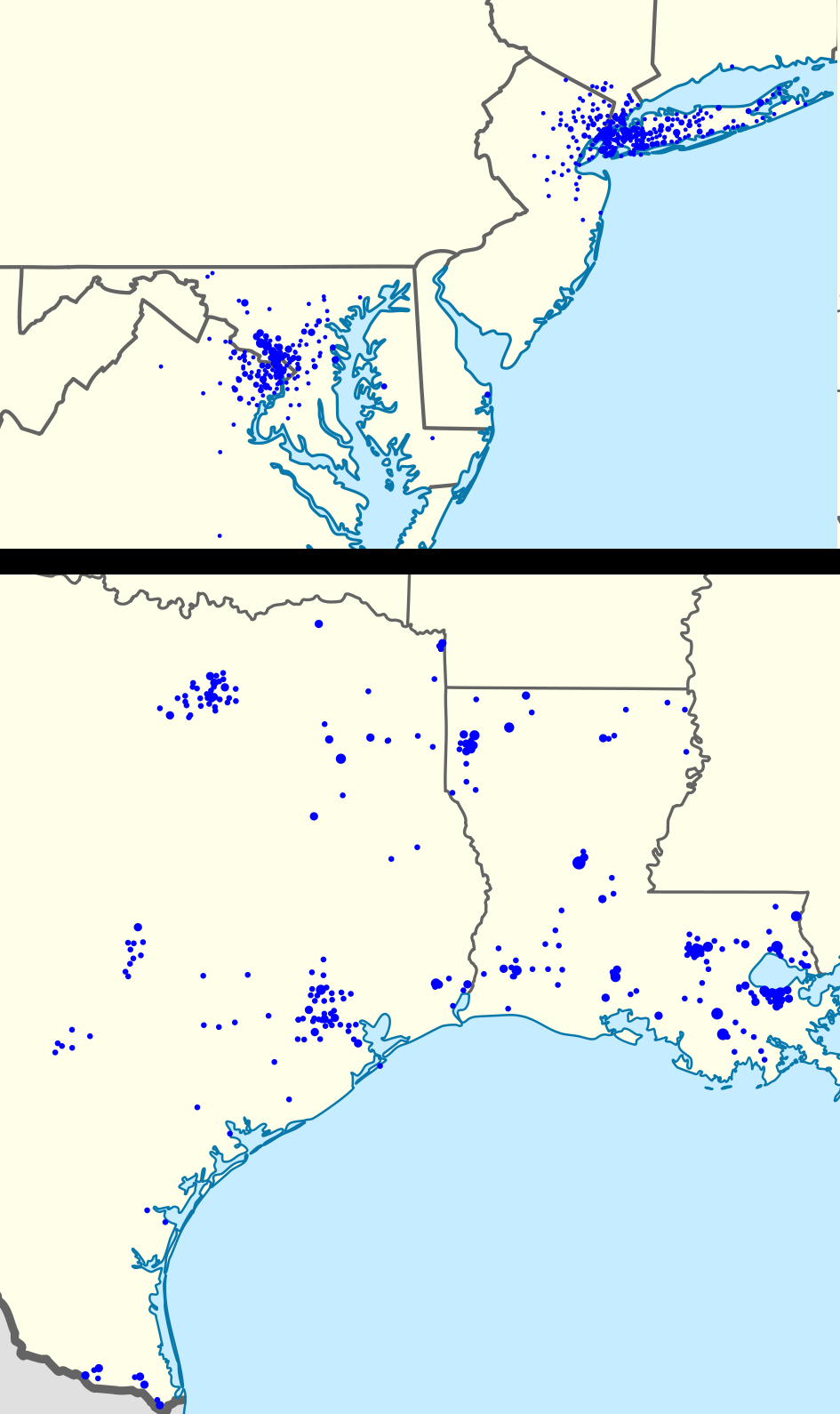
Корпоративный след Capital One

Компания была основана Ричардом Фэрбанком и Найджелом Моррисом. В середине 1980-х годов они разработали бизнес-план по усовершенствованию методов продвижения кредитных карт, основной идеей которого был подбор различных предложений для разных социальных групп, в том числе малообеспеченных и с проблемной кредитной историей. Свой бизнес-план они предложили более, чем 20 банкам, но им заинтересовался только региональная банковская корпорация Signet Financial, которая в 1988 году доверила партнёрам своё подразделение кредитных карт с выручкой около млрд долларов. Подразделение начало быстро расти, и, поскольку Signet не планировала становиться крупным оператором кредитных карт, 27 июля 1994 года в компания объявила о выделении подразделения кредитных карт в самостоятельную компанию OakStone Financial, назвав Ричарда Фэрбанка её генеральным директором; в конце 1994 года было проведено первичное размещение акций (Signet Banking Corp в настоящее время входит в состав Wells Fargo), в октябре 1994 года компания получила название Capital One. Компания с пятью млн клиентов сразу вошла в десятку крупнейших в стране по выпуску кредитных карт. В 1996 году компания получила лицензию на приём депозитов, а также открыла филиалы в Великобритании и Канаде. В 1997 году количество клиентов превысило 9 млн, Capital One была включена в индекс S&P 500. В 1998 году с покупкой техасской корпорации Summit Acceptance компания вышла на рынок автокредитования; в 2001 году соответствующее подразделение было дополнено компанией PeopleFirst Finance LLC и реорганизовано в 2003 году в дочернюю структуру Capital One Auto Finance Corporation.
С 2005 года компания начала расширять спектр услуг за счёт приобретения розничных банков. В 2005 году Capital One приобрела Hibernia National Bank, базирующуюся в Новом Орлеане (за $4,9 млрд) и Нью-Йоркскую корпорацию North Fork Bancorporation (за $13,2 млрд), в 2008 году был приобретён Chevy Chase Bank.
Во время ипотечного финансового кризиса 2007 года, Capital One закрыл свою ипотечную платформу GreenPoint Mortgage. Capital One Financial Corporation получила $3,56 млрд по Акту об экономической стабилизации в 2008 году. 17 июня 2009 года Capital One за $3,67 млрд выкупила свои акций, переданные казначейству США в обмен на финансовую помощь
В июне 2011 года у ING за $9 млрд было куплено американское подразделение ING Direct. 26 августа 2011 года Совет управляющих Федеральной резервной системы объявил о проведении публичных слушаний по приобретению ING Direct и продлении сделки до 12 октября 2011 года. В феврале 2012 года это приобретение было одобрено регуляторами, а Capital One завершило приобретение ING Direct. Capital One получила разрешение на объединение ING Direct в свой бизнес в октябре 2012 года, а разрешение на ребрендинг ING Direct в качестве Capital One 360 в ноябре 2012 года.
В августе 2011 года Capital One договорилась с HSBC о приобретении операций с кредитными картами в США. Capital One заплатила $31,3 млрд в обмен на $28,2 млрд в виде займов и $600 млн в других активах. Приобретение было завершено в мае 2012 года.
В июле 2012 года Capital One был оштрафован Управлением контролера валюты и Бюро по защите прав потребителей, за ввод в заблуждение миллионов своих клиентов, например, взимание платы за защиту платежа. Компания согласилась заплатить $210 млн и возместить убытки двум млн клиентов Это было первое публичное принудительное действие CFPB.. В августе 2014 года Capital One и три коллекторских агентства заключили соглашение о выплате $75,5 млн, чтобы положить конец объединённому коллективному судебному процессу, ожидающему решения в окружном суде Соединённых Штатов в Северном округе штата Иллинойс, о том, что компания использовала автоматизированный дозвон на мобильных телефонах без согласия, что является нарушением Закона о защите потребителей телефонных услуг от 1991 года.
19 февраля 2014 года Capital One стала пайщиком в проекте ClearXchange; — услуги денежных переводов P2P (между частными лицами), предназначенной для осуществления денежных переводов клиентам в пределах одного и того же банка и других финансовых учреждений по номеру мобильного телефона или адресу электронной почты. Услуга стала доступна клиентам Capital One Bank во второй половине 2014 года. Другими пайщиками ClearXchange являются Bank of America, Wells Fargo и JP Morgan Chase.
В августе 2015 года Capital One согласилась приобрести подразделение финансовых услуг компании General Electric Co. за $9 млрд. Сделка предусматривает привлечение кредитов в размере $8,5 млрд для широкого круга секторов, включая старое жильё, больницы, медицинские офисы, амбулаторные услуги, фармацевтические препараты и медицинские устройства.
В октябре 2016 года Capital One приобрела Paribus, службу отслеживания цен.
В феврале 2024 года Capital One объявила о намерении купить Discover Financial Services в сделке стоимостью 35,3 млрд долларов.

## Деятельность
Основную часть выручки входящих в холдинг банков даёт чистый процентный доход, в 2019 году он составил $23,3 млрд из $28,6 млрд выручки (процентный доход от выданных кредитов составил $28,5 млрд, из них $17,7 млрд через кредитные карты, проценты по принятым депозитам составили $5,2 млрд). Размер депозитных вкладов в банки составил $255 млрд. Средняя процентная ставка по кредитам, выданным через кредитные карты, составила 15,5 %, по другим формам потребительских кредитов 8,4 %, по коммерческим кредитам 4,5 %; средний процент на депозитные вклады составил 1,5 %.
В 2019 году 64 % выручки компании приходилось на кредитные карты, 26 % — на потребительский банкинг и 10 % — на коммерческий банкинг.
Capital One начала свою деятельность в Канаде и Великобритании в 1996 году, канадский головной офис расположен в Торонто, Онтарио, а британский в Ноттингеме. В этих странах предоставляются только услуги, связанные с кредитными картами.

## Спортивный маркетинг
С 2001 года Capital One является главным спонсором футбольного клуба Florida Citrus Bowl, переименованного затем в Capital One Bowl в 2003 году. Capital One является одним из трех крупнейших спонсоров Национальной ассоциации студенческого спорта, ежегодно выплачивая $35 млн в обмен на рекламу и доступ к потребительским данным. Capital One также спонсировали Кубок английской лиги по футболу, известный как «Capital One Cup» с 2012 по 2016 год.
| Год                 | 2000  | 2001  | 2002  | 2003  | 2004  | 2005  | 2006  | 2007  | 2008   | 2009  | 2010  | 2011  | 2012  | 2013  | 2014  | 2015  | 2016  | 2017  | 2018  | 2019  | 2020  |
| ------------------- | ----- | ----- | ----- | ----- | ----- | ----- | ----- | ----- | ------ | ----- | ----- | ----- | ----- | ----- | ----- | ----- | ----- | ----- | ----- | ----- | ----- |
| Оборот              |       |       |       |       |       |       |       |       |        |       | 16,17 | 16,28 | 21,40 | 22,38 | 22,29 | 23,41 | 25,50 | 27,24 | 28,08 | 28,59 | 28,52 |
| Чистая прибыль      | 0,470 | 0,642 | 0,900 | 1,136 | 1,544 | 1,809 | 2,415 | 1,570 | -0,046 | 0,884 | 2,725 | 3,130 | 3,492 | 4,121 | 4,428 | 4,050 | 3,751 | 1,982 | 6,015 | 5,546 | 2,714 |
| Активы              | 15,21 | 23,35 | 34,20 | 41,20 | 50,65 | 88,70 | 144,4 | 150,5 | 165,9  | 169,6 | 200,1 | 199,7 | 286,6 | 297,3 | 298,3 | 334,0 | 357,0 | 365,7 | 372,5 | 390,4 | 421,6 |
| Собственный капитал | 1,701 | 2,781 | 4,148 | 5,324 | 7,296 | 14,13 | 25,24 | 24,29 | 26,61  | 26,59 | 24,92 | 28,54 | 37,26 | 41,48 | 44,27 | 47,28 | 47,51 | 48,73 | 51,67 | 58,01 | 60,20 |